# 엽문 2
《엽문 2》 또는 《엽문 2 - 종사전기》는 2010년에 홍콩에서 제작된 쿵푸 영화이다. 브루스 리(이소룡)의 사부이며 영춘권의 대가로 알려진 실존 인물 엽문(葉問)의 일대기를 다룬 엽문의 속편으로, 전편과 마찬가지로 역시 견자단이 엽문 역을 맡았고 슝다이린이 아내 장영성 역을 맡았다. 특히나 이번에는 전작에서 무술감독으로만 참여했던 홍금보가 영춘권과 더불어 남파에서 쌍벽을 이루는 홍가권의 고수이자 홍콩무술계의 맹주 격인 홍진남으로 등장하여 엽문과 선의의 라이벌로 대결한다.

## 줄거리
영화는 엽문 1편의 줄거리를 요약적으로 보여주면서 시작한다.
1편의 뒤를 이어 1950년 엽문이 홍콩으로 피난을 가면서부터 이야기는 본격적으로 전개된다.
홍콩으로 피신 온 엽문(견자단)은 가진 것이 없고 직장도 없기에 당장 끼니 걱정을 하는 처지다.
더군다나 아내 장영성(슝다이린)은 둘째 아이를 임신한 상태. 엽문은 생활비를 마련하기 위해 친구인 양근(아오자녠)에게 부탁하여 빈 건물 옥상에서 영춘권 교습을 시작한다. 그러나 아무도 그에게 영춘권을 배우러 오지 않는다.
그러던 어느 날, 황량(황샤오밍)이라는 젊은이가 엽문을 찾아와 대련을 청하고 엽문에게 깨끗하게 패하자
친구들과 함께 그의 문하에 입문하여 본격적으로 영춘권을 배우기 시작한다.
엽문의 제자들이 갈수록 늘어나자 홍콩의 무림 동맹은 자신들에게 알리지 않고 멋대로 제자를 받고 무술을
가르치는 엽문을 괘씸해한다. 그 중심에는 무림 동맹의 맹주 격인 홍가권의 고수 홍진남(홍금보)이 있다.
홍진남은 홍콩에서 제자를 받고 무술을 전수하기 위해서는 각 문파의 사람들의 원탁 위에서 대련을 하되,
향 하나가 다 탈 때까지 떨어지지 않고 버텨야 한다고 선언한다.
그러자 엽문은 생계를 위해 어쩔 수 없이 그의 도전을 받아들이고 한 중국 식당의 원탁 위에서 차례로 고수들과 맞대결을 벌인다. 첫 번째, 두 번째 도장 사부들의 도전을 통해 엽문의 실력을 확인한 사부들은 함부로 올라가려 하지 않고, 홍진남이 나서서 엽문과 한 판 승부를 벌인다. 마지막에 탁자가 반으로 쪼개지며 엽문과 홍진남은 각각 반쪽짜리 탁자에 올라섰다.
원탁의 승부 이후 홍진남은 엽문에게 회비를 내라 하지만 엽문은 거절하고, 홍권파 제자들이 엽문의 제자들에게
싸움을 걸어 한바탕 난장판이 일어난다. 엽문은 교습장을 잃게 되어 홍진남을 찾아가서 항의하고 결투가 벌어질 뻔 한다.
그러나 결국 홍진남은 엽문의 진정성과 실력, 가족을 위하는 마음을 이해하게 되고, 그의 영춘권이 더 널리 보급되도록
맹주로서 도와주기 시작한다.
하지만, 홍콩을 지배하고 있던 영국 군부는 영국의 복싱 챔피언 트위스터(다렌 샤라비)를 데려와 홍콩의 무술가들의
기세를 꺾으려 한다. 노골적으로 중국 민족과 중국무술을 무시하는 트위스터의 행동에 홍진남은 격분하고 마침내
홍진남과 트위스터의 일전이 벌어진다. 그리고 엽문은 이러한 대결을 불안하게 바라본다.

## 출연진
- 견자단 - 엽문 역
- 홍금보 - 홍진남 역
- 황효명 - 황량 역
- 두우항 - 정위기 역
- 웅대림 - 장영성 역
- 번소황 - 금산조
- 풍극안 - 정 사부
- 임달화 - 주청천
- 이택 - 엽준
- 사려평
- 장대언 - 소년 이소룡 역
- 석소룡
- 다렌 샤라비
- 오가년 - 양근 역
- 이소룡 - 본인 [엔딩 사진] 역 (특별출연)

## 한국판 성우진(KBS)
- 이재용 - 엽문(견자단)
- 장광 - 홍진단(홍금보)
- 윤동기 - 황량(황효명)
- 안용욱 - 양근(오가년)
- 홍진욱 - 금산조(번소황)
- 서문석 - 비파(정칙사)
- 소연 - 엽 부인 / 장영성(웅대림)
- 최정호 - 정위기(두우항)
- 이봉준 - 주청천(임달화) / 영국경찰서장 외
- 김우정 - 주광요(정가성) 외
- 전인배 - 나 사부(나망)
- 이규석 - 서장(찰스 메이어)
- 이지환 - 아나운서 외
- 심승한 - 정 사부(풍극안)

## 기타 정보
- 전작과 마찬가지로 이번 영화는 실존인물을 바탕으로 하였으나, 상당수의 스토리가 픽션이다.
- 홍가권은 영춘권과 더불어 실존하는 권법이나, 홍진남은 실존하지 않았던 가상인물이다.